# Фанус

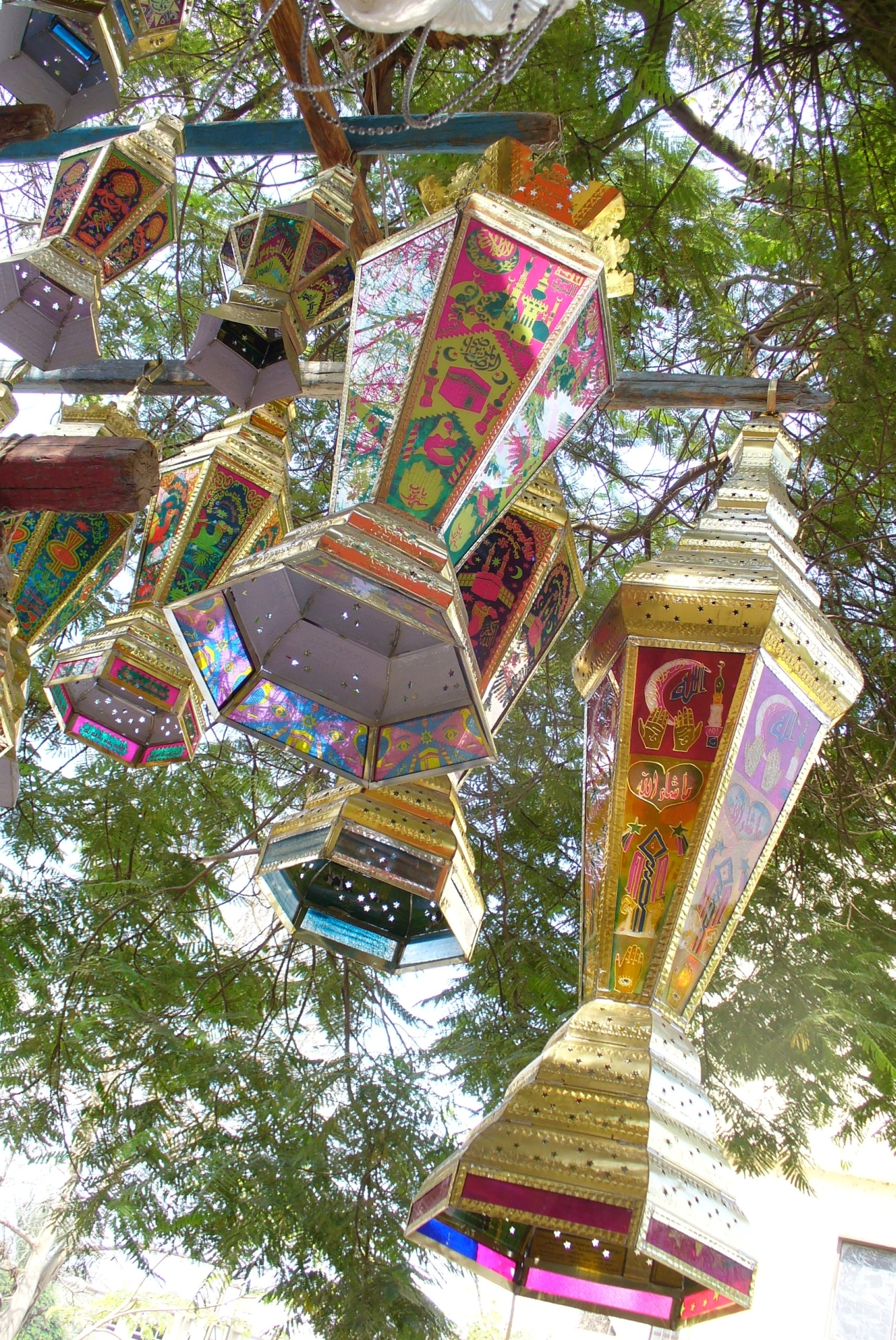
Фанусные украшения Рамадана в Каире, Египет

Фанус (араб. فانوس‎ —  фонарь, свеча, светильник, маяк‎) — разноцветный фонарь причудливой формы, который жители Египта и некоторых других арабских стран зажигают в честь наступления священного месяца Рамадан ещё со времен Фатимидов.
Существует несколько версий происхождения фанусов. Согласно одной из них, в периоду правления Фатимидского халифа аль-Хакима би-Амриллаха женщинам разрешалось выйти из своих домов без сопровождения только во время Рамадана. Однако перед ней должен был идти маленький мальчик и нести медный фонарь, оповещая мужчин на улицах, уступить дорогу. После того, как эти законы были смягчены, людям так понравились фонари, что их дети продолжали носить их на улицах каждый Рамадан. По другой версии, в 972 году египтяне с разноцветными фонарями в руках встречали фатимидского халифа аль-Муизза, который торжественно вступил в свою новую столицу.
Фанус по форме напоминает башню крепости. Египетские мастера делают фонари из тонких металлических пластин и разноцветного стекла. Основу и верхнюю часть фонарей украшают замысловатыми узорами, выдержками из Корана, нанесёнными на стекло золотой краской каллиграфическим почерком. Самые большие фонари могут достигать двух метров в высоту. Раньше в середину фануса ставили свечу или факел. В настоящее время продают в основном китайские копии, сделанные преимущественно из пластмассы и работающие от батареек.

## Галерея

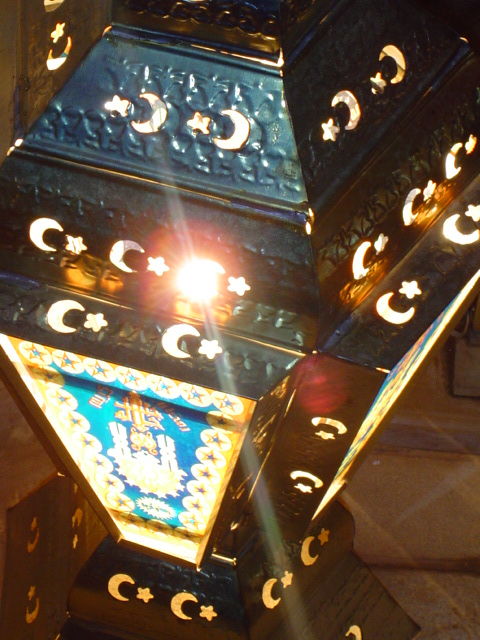
Символ Рамадана в Египте — фанус
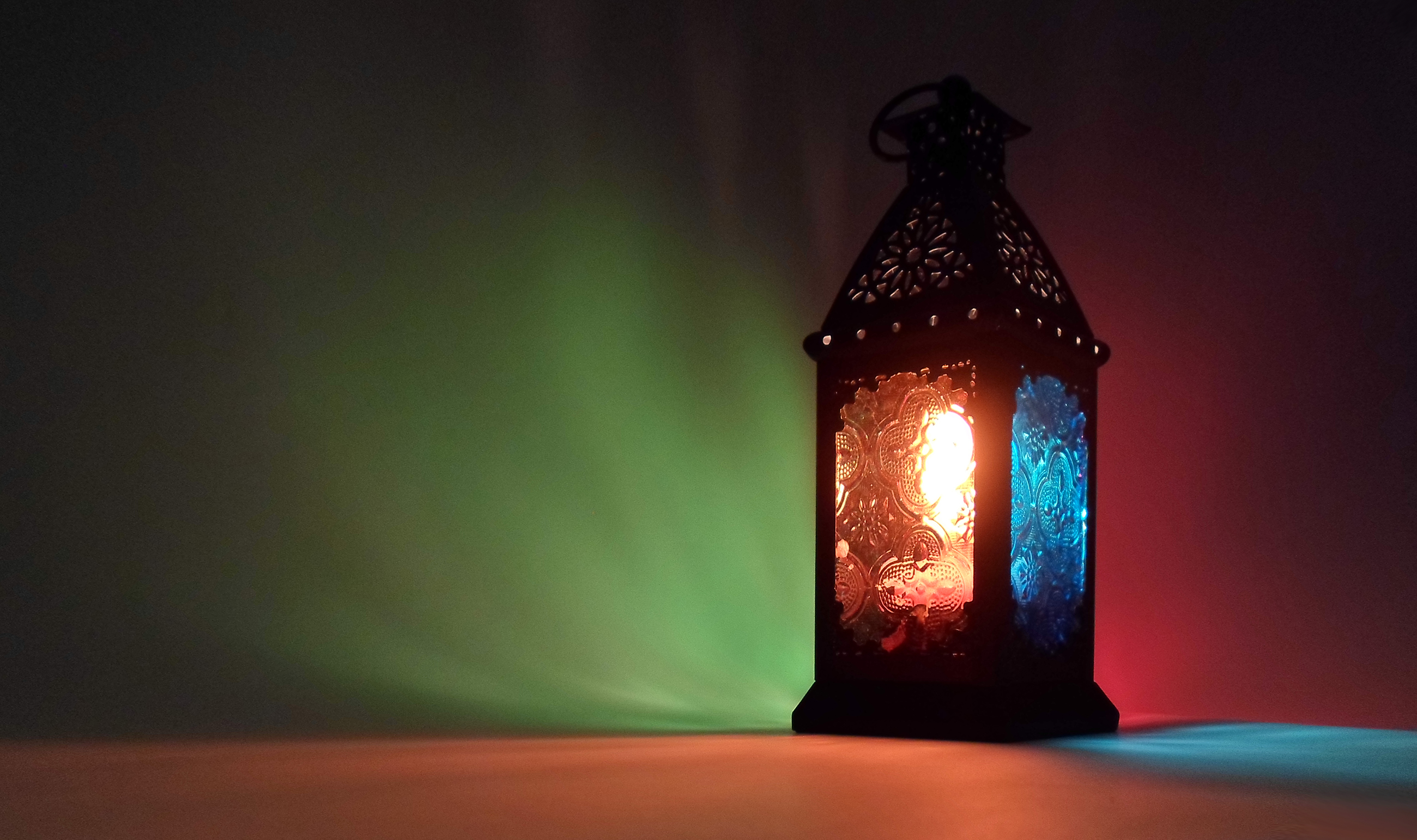
Старый фанус Рамадана из Египта
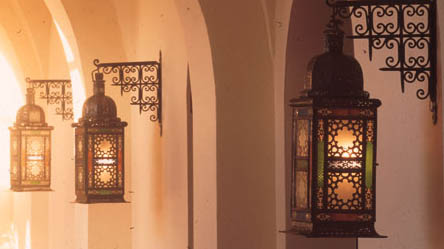
Фанус
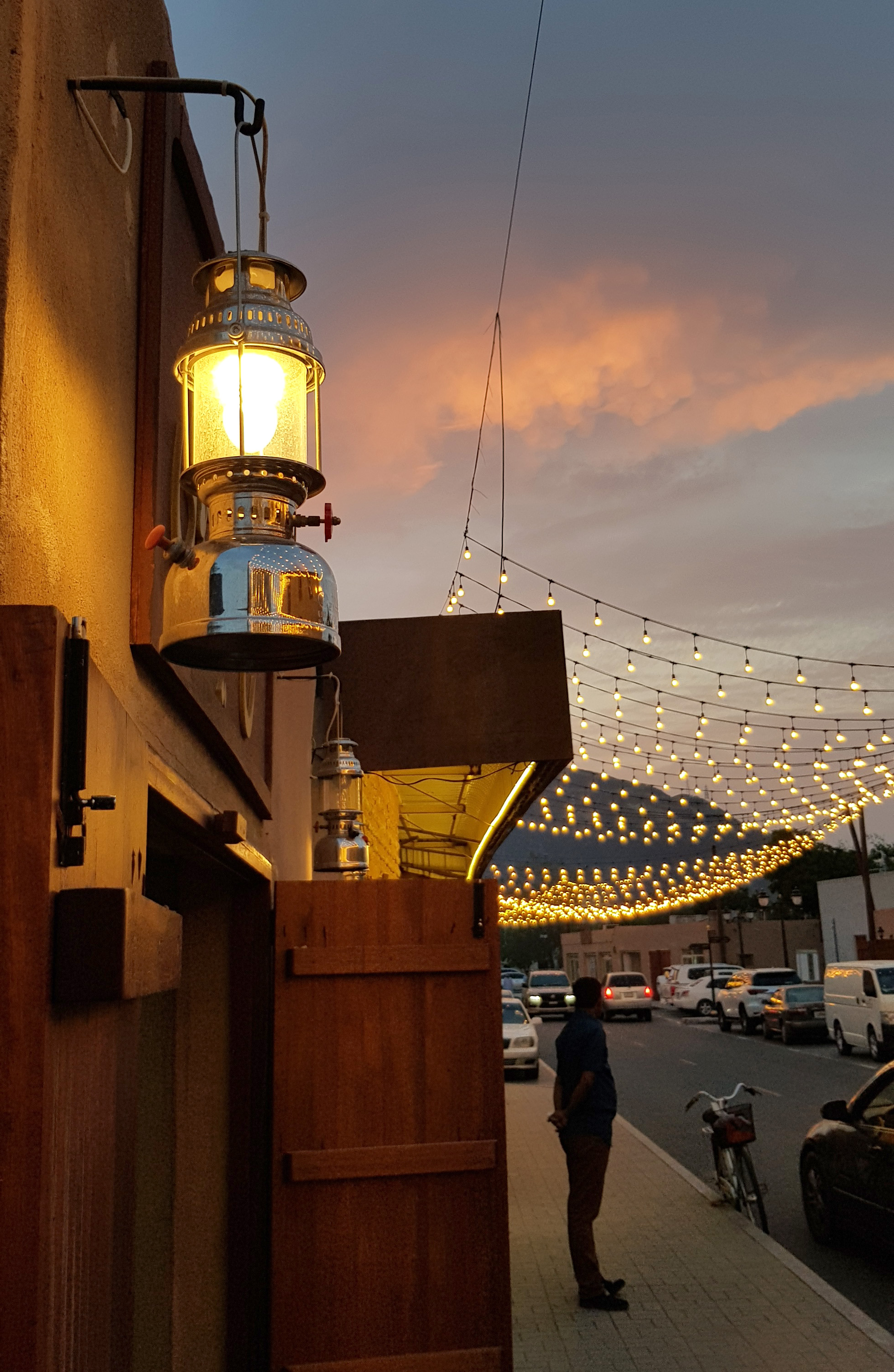
Фанус